# Бон Цаган
Бон Цаган (на монголски: Бөөн цагаан нуур) е солено и безотточно езеро в Югозападна Монголия, 9-ото по големина в страната. Площта му е 252 km², обемът – 2,385 km³, средната дълбочина – 9,5 m, максималната – 15 m.
Езерото Бон Цаган е разположено в югозападната част на Монголия в пустинната междупланинска котловина Долина на езерата, между планините Монголски Алтай на юг и Хангай на север. Намира се в плоска пустинна низина на 1313 m надморска височина с дължина от запад на изток 24 km, ширина до 19 km и дължина на бреговата линия 81 km. То е най-голямото езеро в Долината на езерата. Бреговете му са пустинни, ниски, на места заблатени. Подхранва се от няколко реки, като най-голямата е река Байдраг Гол, вливаща се в него от североизток, а площта на водосборния му басейн възлиза на 33 500 km². Съдържанието на солите във водата достигат до 5,7 kg/m³ (g/l).